# Vladimír Bubeník
Vladimír Bubeník (* 11. ledna 1965) je bývalý český fotbalový brankář.

## Fotbalová kariéra
Je odchovancem šumperského fotbalu, dále pokračoval v Baníku Ostrava. V československé lize hrál za Sigmu Olomouc, za niž nastoupil v 52 ligových utkáních, přičemž ve 12 zápasech udržel čisté konto. Profesionální kariéru končil ve Slušovicích. V Poháru UEFA nastoupil v roce 1986 v utkání proti IFK Göteborg. Reprezentant Československa do 18 let.

## Ligová bilance
| Ročník                                   | Zápasy | Góly | Nuly | Klub          |
| ---------------------------------------- | ------ | ---- | ---- | ------------- |
| 1. československá fotbalová liga 1986/87 | 19     | 0    | 3    | Sigma Olomouc |
| 1. československá fotbalová liga 1988/89 | 3      | 0    | 0    | Sigma Olomouc |
| 1. československá fotbalová liga 1989/90 | 17     | 0    | 6    | Sigma Olomouc |
| 1. československá fotbalová liga 1990/91 | 13     | 0    | 5    | Sigma Olomouc |
| CELKEM                                   | 52     | 0    | 14   |               |